# 莲下镇
23°29.64′N 116°46.80′E / 23.49400°N 116.78000°E
莲下镇是中国广东省汕头市澄海区下辖的一个镇。面积56.09平方公里，户籍人口10.5万人，下辖30个行政村。

## 行政区划
- 建阳村、槐泽村、槐南村、槐东村、立德村、上村村、下村村、沟内村、蔡寮村、新寮村、陈厝洲村、渡亭村、神州村、李厝宫村、许厝村、程洋岗村、窖东村、窖西村、云一村、云二村、银溪村、潜溪村、东前溪村、管陇村、北湾村、南湾村、南份村、北村村、东湾村、海后村

## 交通
- G324 324国道
- S231 安澄公路

## 风景
- 程洋冈村：广东省首批古村落（2008年），省历史文化名村（2009年）。